# Lechbruck
Lechbruck là một đô thị ở Ostallgäu bang Bayern thuộc nước Đức.